# Felicia Browne
Pour les articles homonymes, voir Browne.
Felicia Mary Browne, née le 18 février 1904 dans le Surrey, et morte le 25 août 1936 en Aragon  est une artiste anglaise engagée durant la guerre d'Espagne. 
Elle est la première Britannique à être tombée durant le conflit, le 25 août 1936 à Tardienta.

## Biographie
Née le 18 février 1904 à Weston Green, dans le Surrey, Felicia Browne étudie à la Slade School of Fine Art de Londres. Elle poursuit ses études à Berlin en 1928. Face à montée en puissance des nazis, elle se joint activement aux protestations et participe aux manifestations antifascistes qui ont lieu dans la capitale allemande. Elle revient en Grande-Bretagne au début des années 1930 et adhère au parti communiste de Grande-Bretagne en 1933.
En juillet 1936, Felicia Browne traverse la France avec son amie photographe Edith Bone pour rejoindre les Olympiades populaires de Barcelone. 
Mais la guerre d'Espagne éclate, et les deux jeunes femmes sont prises dans le flux de la violence nationaliste qui s'abat. Fidèle à ses convictions, Felicia Browne décide de prendre les armes pour défendre la République contre les franquistes. Le 3 août 1936, elle intègre la milice Karl Marx du PSUC pour se battre sur le Front d'Aragon. 
Elle est tuée au combat le 25 août 1936, près de Tardienta, un jour après sa camarade Elisa García Sáez.
Son œuvre créée au front, essentiellement constituée de dessins, est un témoignage de la guerre d'Espagne, aujourd'hui conservée au Tate, à Londres.